# Anthrax fenestella
Anthrax fenestella är en tvåvingeart som först beskrevs av Christian Rudolph Wilhelm Wiedemann 1828.  Anthrax fenestella ingår i släktet Anthrax och familjen svävflugor.
Artens utbredningsområde är Surinam. Inga underarter finns listade i Catalogue of Life.